# Tetra Tech
Tetra Tech ist ein amerikanisches Unternehmen für technische Beratung. Das Unternehmen ist in die Geschäftsbereiche GSG („Government Services Group“), CIG („Commercial/International Services Group“) und RCM („Remediation and Construction Management“) aufgeteilt und z. B. auf den Gebieten Wasserversorgung, Abfallentsorgung, Altlastensanierung, Katastrophenschutz und Erneuerbare Energien tätig. 72 % des Umsatzes werden in den Vereinigten Staaten erwirtschaftet.